# Biskupi Jełgawy
Biskupi jełgawscy – biskupi diecezjalni diecezji jełgawskiej.

## Biskupi

### Biskupi diecezjalni
| Lata urzędowania | Biskup | Biskup             | Uwagi                                                           |
| ---------------- | ------ | ------------------ | --------------------------------------------------------------- |
| 1995–2011        |        | Antons Justs       |                                                                 |
| 2011–2025        |        | Edvards Pavlovskis | administrator apostolski diecezji lipawskiej w latach 2012–2013 |